# Ozoir-la-Ferrière
Ozoir-la-Ferrière je vzhodno predmestje Pariza in občina v osrednjem francoskem departmaju Seine-et-Marne regije Île-de-France. Leta 1999 je naselje imelo 20.707 prebivalcev.

## Geografija
Naselje leži v osrednji Franciji, 30 km severno od Meluna, 26 km vzhodno od središča Pariza.

## Administracija
Občina Ozoir-la-Ferrière se nahaja v kantonu Roissy-en-Brie, v katerem se nahajata še občini Pontcarré in Roissy-en-Brie z 42.216 prebivalci.

## Zgodovina
Med francosko revolucijo se je Ozoir-la-Ferrière začasno preimenoval v Ozoir-la-Raison.

## Znamenitosti
- cerkev sv. Petra,
- dvorca Château de la Doutre, Château des Agneaux.

## Pobratena mesta
- Esposende (Portugalska),
- Swords (Irska).